# Karl Pörtl
Karl Pörtl oder Poertl (geboren am 3. Juni 1898 in Böhmisch Budweis (České Budějovice); gestorben 1992) war ein deutscher Jurist. Er war von 1940 bis 1945 Staatsanwalt am deutschen Sondergericht Prag und dort an mindestens 30 Todesurteilen beteiligt. Pörtl war nach dem Krieg Richter in Nürnberg und von 1960 bis zu seiner Pensionierung Senatspräsident am Landessozialgericht München.

## Lebensweg
Nach seiner Teilnahme am Ersten Weltkrieg und seinem Studium der Rechtswissenschaft war Pörtl von 1929 bis 1939 als Rechtsanwalt in Budweis tätig.
Karl Pörtl und seine Frau Elisabeth Pörtl, geborene Rieger, hatten drei Söhne:
- Gerhard Pörtl, geboren am April 1930, gestorben am 20. Dezember 2018,[7] wurde Journalist beim Bayerischen Rundfunk.
- Karlhans Pörtl, geboren am 20. September 1931, gestorben am 5. März 2017,[8] wurde Pädagoge an einem Münchner Gymnasium.
- Am 12. Mai 1938 wurde in Budweis der Hispanist Klaus Pörtl als dritter Sohn Karl Pörtls geboren.

Im Jahr 1938 war Karl Pörtl Freikorpsführer und kämpfte gegen die tschechoslowakische Armee.
1938 wurde er mit der Sudetenmedaille (Medaille zur Erinnerung an den 1. Oktober 1938) ausgezeichnet, die an den Einmarsch der deutschen Wehrmacht in das Sudetenland erinnerte.
Am 1. April 1939 wurde Karl Pörtl Mitglied der NSDAP (Mitgliedsnummer 7.421.964). Seit 1939 war Pörtl zudem SA-Standartenführer und Mitglied des Volkssturms.
Pörtl wurde am 13. November 1939 Assessor.
Nachdem nach der Zerschlagung der Rest-Tschechei durch das Deutsche Reich in dem am 15. März 1939 gegründeten Protektorat Böhmen und Mähren am 14. April 1939 neben der tschechischen auch eine deutsche Gerichtsbarkeit eingeführt worden war, wurde Karl Pörtl 1940 zum Staatsanwalt beim Landgericht Prag ernannt. Er war zugleich Staatsanwalt am Sondergericht Prag, an dem Pörtl sich an mindestens 30 Todesurteilen beteiligte.
Pörtl forderte für tschechoslowakische Staatsbürger in mehreren Verfahren selbst dort die Todesstrafe, wo dies die nationalsozialistischen Gesetze nicht zwingend vorschrieben. Aus Zeitzeugenaussagen ist bekannt, dass er während seiner Ermittlungen tschechoslowakische Häftlinge schlug.
Im Januar 1943 klagte Staatsanwalt Pörtl unter anderem den tschechischen Ingenieur Oskar Löwenstein und die Schweizer Sprachlehrerin Marcelle Yung wegen Urkundenfälschung vor dem Prager Sondergericht an. Löwensteins Vergehen hatte darin bestanden, dass er mit Hilfe seiner Lebensgefährtin Yung versucht hatte, durch Passfälschung seine jüdische Identität zu verbergen, um seiner Deportation in ein Vernichtungslager zu entgehen. Löwenstein wurde am 27. Januar 1943 vor dem Sondergericht Prag zum Tode verurteilt und am 1. Juli 1943 in Prag-Pankratz durch den Scharfrichter Alois Weiß mit dem Fallbeil hingerichtet. Die Schweizerin Yung wurde zu Zwangsarbeit verurteilt.
Bei Kriegsende 1945 gelang dem Staatsanwalt Pörtl die Flucht in die Oberpfalz, wo er wieder mit seiner Familie zusammentraf, mit der er sich zunächst in Eschenbach niederließ.
Aufgrund seiner Beteiligung an nationalsozialistischen Justiz-Verbrechen wurde Karl Pörtl auf der Kriegsverbrecherliste der ČSR unter der Nr. A-6/326 geführt.
Dessen ungeachtet wurde Pörtl zunächst Richter in Nürnberg und war dann ab dem Jahr 1960 bis zu seiner Pensionierung Senatspräsident am Landessozialgericht München.
Die Staatsanwaltschaft beim Landgericht München I ermittelte im Jahr 1960 gegen Pörtl wegen seiner möglichen Beteiligung an Justiz-Verbrechen. Die Generalstaatsanwaltschaft Karlsruhe führte Anfang der 1960er Jahre Ermittlungen gegen den Oberregierungsrat Walter Eisele, die unter anderem auch den ehemaligen Prager Staatsanwalt Pörtl betrafen.
Dass die Münchener Boulevardpresse die gegen Pörtl erhobenen Vorwürfe aufgriff, verhinderte seine Berufung an das Bundessozialgericht in Kassel. Pörtl ging vorzeitig in den Ruhestand.
Karl Pörtl starb im Alter von über 90 Jahren.